# Associação Ferroviária de Esportes
Die Associação Ferroviária de Esportes, kurz AFE oder Ferroviária, ist ein brasilianischer Fußballverein aus Araraquara im Bundesstaat São Paulo. Maskottchen ist eine Lokomotive.

## Geschichte
Der Verein ist von der Eisenbahngesellschaft von Araraquara gegründet wurden. Von 1980 an war er mehrmals in der nationalen Meisterschaft Brasiliens vertreten, davon 1983 einmal auch in der Série A. Letztmals war er 2002 in der Série C in der nationalen Meisterschaft vertreten. Auf Staatsebene pendelt der Verein seine Geschichte hindurch zwischen den Ligen. Ist so erst 2004 wieder von der Série B1 in die Série A3 aufgestiegen, und von dieser 2010 in die Série A2. Diese hat er 2015 als Ligameister beendet und sich so für die Saison 2016 wieder für die Série A1 qualifiziert. 

## Erfolge
- Staatspokal von São Paulo: 2006, 2017

## Frauenfußball
Die Frauenmannschaft von Ferroviária hat 2014 das brasilianische Double und 2015 die Copa Libertadores Feminino gewonnen.